# Jugureni
Jugureni es una comuna ubicada en el distrito de Prahova, Rumania.

## Superficie
Posee una superficie de 26,85 kilómetros cuadrados.

## Demografía
Hasta 2021 la población era de 449 habitantes, con una densidad de población de 16,72 habitantes por kilómetro cuadrado.